# العلاقات الصينية الميانمارية
العلاقات الصينية الميانمارية هي العلاقات الدولية التي تجمع بين جمهورية الصين الشعبية وميانمار. تربط الصين وميانمار علاقات ثنائية نشطة. واجهت العلاقات بين البلدين في الآونة الأخيرة بعض المشاكل بسبب النزاعات المستمرة مع المتمردين الصينيين العرقيين وتاتماداو بالقرب من الحدود، وذلك بالإضافة إلى الأعمال العدائية البورمية الأخيرة ضد الصينيين.
تواجه العلاقة بين الصين وميانمار، والتي تُعد أقرب من العلاقة مع البلد المجاور للصين في جنوب شرق آسيا، فيتنام، صعوبات بسبب تأثيرات فخاخ الديون المزعومة التي ترعاها الصين، والمسلحين اللذين تدعمهم الصين في أقاليم ميانمار الشمالية. 

## خلفية
كانت بورما أول دولة غير شيوعية تعترف بجمهورية الصين الشعبية بقيادة الحزب الشيوعي بعد تأسيسها في عام 1949. أقامت بورما وجمهورية الصين الشعبية علاقات دبلوماسية رسمية في 8 يونيو عام 1950. وقعت الصين وبورما معاهدة صداقة وعدم اعتداء متبادلين، وأصدرتا إعلانًا مشتركًا في 29 يونيو عام 1954، وأسسا علاقاتهما بشكل رسمي على مبادئ التعايش السلمي الخمسة. اتبعت بورما سياسة خارجية محايدة في خمسينيات وستينيات القرن العشرين. أدت أعمال الشغب المعادية للصين في عام 1967 وطرد الجاليات الصينية من بورما إلى نشوب عداء في كلا البلدين.
بدأت العلاقات بالتحسن بشكل ملحوظ في سبعينيات القرن العشرين، وتضائل دعم الصين تحت حكم دنغ شياو بينج للحزب الشيوعي في بورما، ووقعت الصين في 5 أغسطس عام 1988 اتفاقية تجارية رئيسية شرّعت التجارة عبر الحدود، وبدأت في تقديم مساعدات عسكرية كبيرة. سعى مجلس الدولة للسلام والتنمية الذي تشكل حديثًا، والذي واجه إدانات وضغوطًا دولية متزايدة، في أعقاب القمع العنيف للاحتجاجات المؤيدة للديمقراطية في عام 1988، إلى إقامة علاقة قوية مع الصين لتعزيز نفسها، ونما نفوذ الصين بسرعة في المقابل بعد تخلي المجتمع الدولي عن بورما. 

## العلاقات الاستراتيجية
تُعد الصين أهم مورد للمساعدات العسكرية، وتحتفظ بتعاون استراتيجي وعسكري واسع النطاق. زودت الصين ميانمار بطائرات مقاتلة ومركبات مدرعة وسفن بحرية منذ عام 1989، ودربت الجيش البورمي والقوات الجوية والأفراد البحريين. يوفر الوصول إلى موانئ ميانمار والمنشآت البحرية للصين تأثيرًا استراتيجيًا في خليج البنغال في منطقة المحيط الهندي الأوسع وجنوب شرق آسيا. طورت الصين ميناء عميقًا في بلدة تشاوبيو في خليج البنغال، وبنت رصيفًا بحريًا بطول 85 مترًا، ومنشآت بحرية، وأنظمة استطلاع، واستخبارات إلكترونية رئيسية في جزيرة كوكو الكبرى الواقعة على بعد 18 كيلومترًا من جزيرتي أندمان ونيكوبار الهندية، فمنح ذلك الصين قدرات على مراقبة الأنشطة العسكرية الهندية، بما في ذلك الصواريخ الباليستية. 
يُنظر اليوم إلى بناء أنظمة الاستخبارات على الجزيرة على نطاق واسع على أنه أسطورة، وأنكرت القوات الهندية مؤخرًا وجودها. تساعد الصين في بناء قاعدة بحرية في سيتوي، وهي ميناء بحري مهم استراتيجيًا يقع بالقرب من كلكتا، وهي أكبر مدينة وميناء في شرق الهند. تمول بكين أيضا بناء الطرق التي تربط بين يانغون وسيتوي، فوفر ذلك أقصر طريق إلى المحيط الهندي من جنوب الصين.
اعترضت الصين وروسيا ذات مرة على قرار لمجلس الأمن الدولي يهدف إلى معاقبة ميانمار. أظهرت الصين عدم استعداد لدعم الحكومة البورمية في السنوات الأخيرة، وحاولت دفع الوضع السياسي في ميانمار إلى الاستقرار.
تحركت ميانمار في السنوات الأخيرة لتطوير العلاقات الاستراتيجية والتجارية مع الهند، والتي تشترك معها في حدود برية طويلة وخليج البنغال. تظهر زيادة التعاون التجاري والعسكري مع الهند وتنمية العلاقات الثنائية مع اليابان وداخل رابطة دول جنوب شرق آسيا (أسيان) تحولًا في السياسة الخارجية لميانمار لتجنب الاعتماد المفرط على الصين. كانت مشاركة الهند في ميانمار ما تزال محدودة بحلول عام 2018، وذلك مقارنة بالتأثير السياسي والاقتصادي للصين في البلاد.
شكك بعض الخبراء بعد حادثة كوكانغ في أغسطس عام 2009، والتي اكتسبت اهتمامًا إعلاميًا دوليًا، في تأثيرها على العلاقات الصينية الميانمارية، والتي اعتُبِرت قوية حينها. ذكر برتيل لينتنر أن ميانمار تعطي الأولوية للصراعات الداخلية على علاقاتها مع الصين، ولكن بعض المحللين الصينيين، مثل شي ينهونغ، قللوا من أهمية العلاقة بين ميانمار والصين قائلين «إنهما ليسا أصدقاء، فهم لا يستمعون لما تقوله الصين». حثت الصين ميانمار على ضمان استقرار المنطقة الحدودية وحماية مصالح مواطنيها في ميانمار. اعتذرت وزارة الخارجية البورمية للصين فيما بعد عن الحادثة، ولكنها نشرت أيضًا قصة عن الدالاي لاما الرابع عشر في صحيفة ميانمار تايمز الحكومية، وكان ذلك أول ظهور له على وسائل الإعلام البورمية التي تسيطر عليها الدولة منذ 20 عامًا. قيل إن المسؤولين الصينيين «غاضبين» و«منزعجين للغاية» بسبب عدم تحذيرهم بشأن الهجوم على الحدود.
أعلن متمردو كوكانغ وقف إطلاق النار من جانب واحد في يونيو عام 2015، وأشاروا إلى «دعوات الحكومة الصينية القوية لاستعادة السلام في المنطقة الحدودية بين الصين وميانمار» من بين اهتمامات أخرى. تزامن الإعلان مع لقاء أونغ سان سو تشي مع شي جين بينغ، الأمين العام للحزب الشيوعي الصيني في بكين. لاحظ المراقبون تقوية ميانمار لعلاقاتها مع الصين بعد الإدانة الدولية لاضطهاد الروهينجا.
أدانت الصين حكومة ميانمار بعد اندلاع أعمال العنف في شمال ميانمار في مايو عام 2018. بدأ العنف من قبل ميليشيا مدعومة من الصين تمردت ضد ميانمار. سعت الميليشيا، أي جيش التحرير الوطني في تانغ، للحصول على مزيد من الحكم الذاتي من الحكومة المركزية البورمية. طردت الميليشيات المدعومة من الصين ضد ميانمار العديد من رجال الدين في شمال ميانمار في أكتوبر عام 2018، فأثار ذلك غضبًا في جميع أنحاء ميانمار. هددت الميليشيات المدعومة من الصين أيضًا سكان شمال ميانمار من التعبير عن معتقداتهم الدينية، حتى داخل منازلهم.
وجدت منظمات دولية مختلفة في أغسطس عام 2018 ارتفاعًا مذهلاً في عدد المشاريع الصينية في ميانمار، والتي قد تتسبب في وقوع ميانمار تحت خطر «فخاخ الديون»، وذلك بنفس الطريقة التي كان يُنظر بها على أنها تضع سريلانكا تحت نفس الخطر. واصلت حكومة ميانمار التعامل مع القروض والبرامج الصينية في نوفمبر عام 2018 على الرغم من هذه التقارير، فتسبب ذلك في قلق عام كبير. سعت ميانمار إلى مزيد من القروض والبرامج التي ترعاها الصين في فبراير عام 2019.
وقع سفراء الأمم المتحدة من 50 دولة في يوليو عام 2019، بما في ذلك ميانمار، على رسالة مشتركة إلى مجلس حقوق الإنسان للأمم المتحدة للدفاع عن معاملة الصين للأويغور وغيرهم من الأقليات المسلمة في منطقة سنجان.

## مقارنة بين البلدين
هذه مقارنة عامة ومرجعية للدولتين:
| وجه المقارنة                                              | الصين                    | ميانمار          |
| --------------------------------------------------------- | ------------------------ | ---------------- |
| المساحة (كم2)                                             | 9.60 مليون               | 676.58 ألف       |
| عدد السكان (نسمة)                                         | 1.33 مليار               | 53.37 مليون      |
| الكثافة السكانية (ن./كم²)                                 | 138.54                   | 78.88            |
| العاصمة                                                   | بكين                     | نايبيداو، يانغون |
| اللغة الرسمية                                             | اللغة الصينية القياسية   | اللغة البورمية   |
| العملة                                                    | رنمينبي                  | كيات ميانماري    |
| الناتج المحلي الإجمالي (بليون دولار)                      | 12.24 تريليون            | 69.32 مليار      |
| الناتج المحلي الإجمالي (تعادل القوة الشرائية) بليون دولار | 19.82 تريليون            | 282.95 مليار     |
| الناتج المحلي الإجمالي الاسمي للفرد دولار أمريكي          | 8.03 ألف                 | 1.16 ألف         |
| الناتج المحلي الإجمالي للفرد دولار أمريكي                 | 13.21 ألف                |                  |
| مؤشر التنمية البشرية                                      | 0.728                    | 0.536            |
| رمز المكالمات الدولي                                      | +86                      | +95              |
| رمز الإنترنت                                              | .cn، .中国 ‏، .中國 ‏      | .mm              |
| المنطقة الزمنية                                           | توقيت الصين، ت ع م+08:00 | ت ع م+06:30      |

## مدن متوأمة
في ما يلي قائمة باتفاقيات التوأمة بين مدن صينية وميانمارية:
- ترتبط هايكو مع يانغون باتفاقية توأمة منذ 2 نوفمبر 1998.[33][33][33][33]

## منظمات دولية مشتركة
يشترك البلدان في عضوية مجموعة من المنظمات الدولية، منها:
| علم المنظمة | اسم المنظمة                        | تاريخ انضمام الصين | تاريخ انضمام ميانمار |
| ----------- | ---------------------------------- | ------------------ | -------------------- |
|             | مؤسسة التنمية الدولية              | 24 سبتمبر 1960     | 5 نوفمبر 1962        |
|             | المنظمة الهيدروغرافية الدولية      | ?                  | ?                    |
|             | مؤسسة التمويل الدولية              | 15 يناير 1969      | 3 ديسمبر 1956        |
|             | منظمة حظر الأسلحة الكيميائية       | ?                  | ?                    |
|             | يونسكو                             | 4 نوفمبر 1946      | 27 يونيو 1949        |
|             | الأمم المتحدة                      | 25 أكتوبر 1971     | 19 أبريل 1948        |
|             | الاتحاد الدولي للاتصالات           | 1 سبتمبر 1920      | 15 سبتمبر 1937       |
|             | منظمة الشرطة الجنائية الدولية      | ?                  | ?                    |
|             | البنك الدولي للإنشاء والتعمير      | 27 ديسمبر 1945     | 3 يناير 1952         |
|             | الاتحاد البريدي العالمي            | ?                  | ?                    |
|             | وكالة ضمان الاستثمار متعدد الأطراف | 30 أبريل 1988      | 16 ديسمبر 2013       |
|             | بنك التنمية الآسيوي                | 1986               | 1973                 |
|             | منظمة التجارة العالمية             | 11 ديسمبر 2001     | ?                    |
|             | منتدى آسيان الإقليمي ‏              | ?                  | ?                    |

## وصلات خارجية
- موقع وزارة الخارجية الصينية
- موقع وزارة الخارجية الميانمارية